# Marco Jakobs
Marco Jakobs   (Unna, 30 de maig de 1974) és un pilot de bob alemany, ja retirat, que va competir durant les dècades de 1990 i 2000.
El 1998 va prendre part als Jocs Olímpics d'Hivern de Nagano, on disputà dues proves del programa de bobsleigh. Formant equip amb Christoph Langen, Markus Zimmermann i Olaf Hampel guanyà la medalla d'or en la prova de bobs a quatre, mentre en la de bobs a dos fou onzè.
En el seu palmarès també destaca una medalla d'or al Campionat del món de bob de 2001 i una d'or al Campionat d'Europa de bob de 2003, ambdues en el bob a dos. També guanyà tres campionats nacionals.